# فوسفات

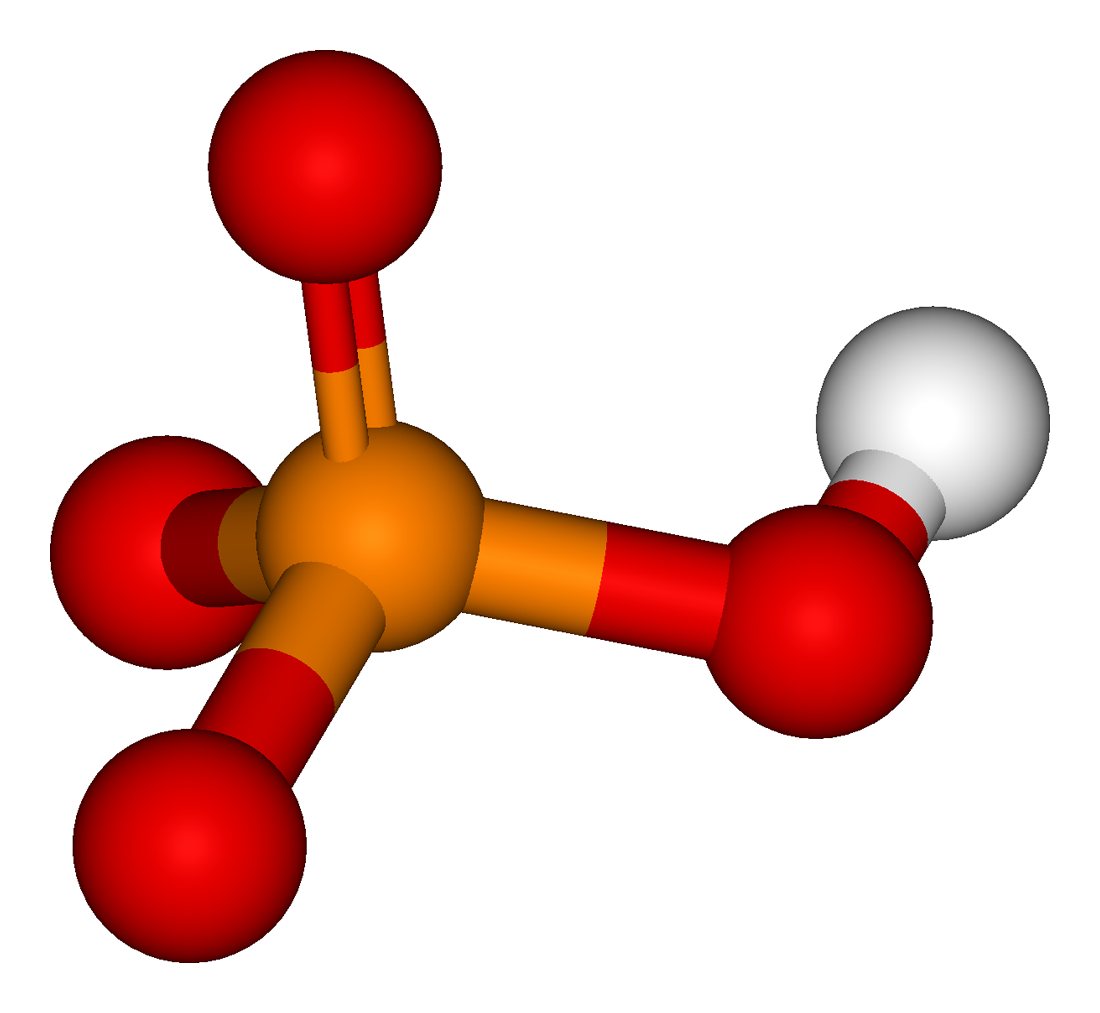
نموذج لأنيون الفوسفات المهدرج (HPO42−) اللاعضوي.

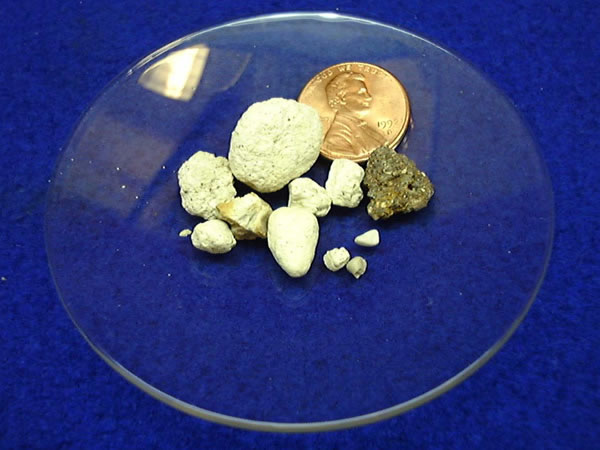
تظهر في الصورة أحجار الفوسفاط مقارنة بعملة نقدية

الفوسفات هو مركب لاعضوي وملح لحمض الفوسفوريك. الفوسفات والفوسفات العضوي هي إسترات للحمض الفوسفوري. يعد الفوسفات من المعادن والثروات الطبيعية الباطنية، ويستخدم بعد استخراجه في عدة استعمالات زراعية وصناعية. توجد مناجم الفوسفات في المغرب وموريتانيا والأردن وتونس والصين والعراق وفلسطين وتم اكتشاف كميات كبيرة منها بشمال السعودية.

## الخصائص الكيميائية
الفوسفات مادة طبيعية، يتكون أساسا من فوسفات ثلاثي الكالسيوم Ca3(PO4)2 وهو قليل الذوبان في الماء لذلك لا يستعمل بشكل مباشر، إلا بعد معالجته وتحسين جودته بتجفيفه وتنقيته (إزالة المواد العضوية وثنائي أوكسيد الكربون وفصله عن الصلصال).
من أهم مشتقات الفوسفات: الأسمدة الفوسفاتية المستعملة في الفلاحة وحمض الفوسفوريك (H3PO4). وتقاس جودة الفوسفات بنسبة خماسي أوكسيد الفوسفور.
تتواجد معظم صخور الفوسفات في الطبيعة على شكل أحد الصور التالية:
- صخور فوسفات ذات أصل رسوبي: وهي أهم الرواسب من حيث الانتشار والحجم والاستغلال، حيث تشكل حوالي (80%) من الرواسب العالمية. ويتراوح تركيز خامس أكسيد الفوسفور فيها ما بين (20%-30%) وهي رواسب بحرية حبيبية مماثلة للتي في مصر ودول شمال أفـريقيا وكذلك في شمال المملكة العربية السعودية وفي العراق والأردن.
- صخور فوسفات ذات أصل ناري: وهي ناتجة من صخور سيانيت النيفيلين وصخور الكربوناتتيت والبيروكسينات المحتوية على قدر كبير من المعادن الفوسفاتية التي من أهمها معدن الآباتيت، وهذه الرواسب غير شائعة، ومن أمثلتها رواسب خنبي في روسيا.
- رواسب الجوانو: وهي ناتجة من تراكم مخلفات الطيور البحرية فوق الصخور الجيرية، كرواسب جزيرة نيورا في المحيط الهادي.

يستخدم الفوسفات في العديد من الصناعات الكيميائية أهمها: تحضير عنصر الفسفور وحامض الفسفوريك المستعمل في الصناعات التعدينية والحربية والطبية والغذائية والخزفية والنسيج وأعواد الثقاب. ويذهب معظم الفوسفات المستخرج لصناعة الأسمدة لزيادة المحاصيل الزراعية بالإضافة إلى إمكانية استخراج بعض المعادن النادرة والعناصر المشعة. ومن بين هذه العناصر يوجد اليورانيوم كمنتج جانبي الذي يمكن الحصول عليه أثناء تحويل الفوسفات إلى أسمدة أو حمض الفسفور. ويحتوي خام الفوسفات الصحراوي على 200 جرام من اليورانيوم للطن الواحد. (ملاحظة.. طن صخر الذهب يحتوي على 3 جرامات: 80 جراماً، ويتم التقاتل عليه، أما طن الفوسفات فيحتوي على 200 جرام).
إن الاهتمام الدولي بالفوسفات أمر طبيعي، باعتباره يدخل في جملة من الصناعات التحويلية والتي من أهمها استخراج اليورانيوم والأسمدة الكيميائية، مما يجعله مورداً هاماً يحظى بطلب متزايد من قبل أغلب دول العالم وخصوصاً تلك التي تهتم بالإنتاج الزراعي وتدافع عن أمنها الغذائي، الذي أصبح مرتبطاً إلى حد ما بقدرة البلد في الحصول على هذه الأسمدة باعتبار ذلك عاملاً لرفع كمية الإنتاج الزراعي، وهذا ما يجعل الطلب على الأسمدة الكيميائية يحظى بعناية كبيرة في السوق الدولية، ولذا ليس غريباً أن يسعى المغرب إلى الإحتكار الكلي للأسمدة الفوسفاتية التي تشكل في الظرف الحالي، ما يقارب 80% من الإنتاج العالمي للأسمدة.

## تفاعلات تكاثف
يمكن لجزيئات حمض الفسفوريك التحول عن طريق تفاعل تكاثف (التخلي عن جزء مائي) لتكوين حمض فوسفات ثنائي 
(H4P2O7). بالمثل يمكن للأحماض الفوسفورية تكوين أملاح للفوسفور، منها ديفوسفات (ثنائي الفوسفات، ويسمى أيضا بيروفوسفات) M'4P2O7. ومع استمرار التفاعل يمكن تحضير مركبات أعقد، مثل " بولي فوسفات " (أي متعدد الفوسفات) أو " سيكلو فوسفات (أي فوسفات حلقي). الفوسفات الحلقي cyclo-Phosphate يسمى أحيانا "ميت فوسفات" Metaphosphate. البولي فوسفات والميتا فوسفات هي أيضا مكوثرات أملاح لحمض الفوسفوريك.
| di-, poly- and cyclo-Phosphates        | di-, poly- and cyclo-Phosphates                                                                                   | di-, poly- and cyclo-Phosphates |
| -------------------------------------- | --- | ------------------------------- |
| الإسم                                  | التفاعل | شكل الأيون                      |
| di-Phosphate (كذلك: Pyrophosphate)     | {\displaystyle \mathrm {2\ H_{3}PO_{4}\ {\xrightarrow {\Delta }}\ H_{4}P_{2}O_{7}\ +\ H_{2}O} }                   | الصيغة البنائية                 |
| tri-Phosphate (عادة: poly-Phosphate)   | {\displaystyle \mathrm {H_{4}P_{2}O_{7}\ +\ H_{3}PO_{4}\ {\xrightarrow {\Delta }}\ H_{5}P_{3}O_{10}\ +\ H_{2}O} } | الصيغة البنائية                 |
| meta-Phosphate (عادة: cyclo-Phosphate) | {\displaystyle \mathrm {H_{5}P_{3}O_{10}\ {\xrightarrow {\Delta }}\ H_{3}P_{3}O_{9}\ +\ H_{2}O} }                 | الصيغة البنائية                 |

تستغل ثلاثي فوسفات الصوديوم (Na5P3O10) والميتافوسفات في مواد الغسيل لإزالة عسر الماء (إزالة الأملاح) وجعله ماءا يسرا. كما تستغل بعض مركبات الفوسفات كمضافات غذائية مثل تريفوسفات خماسي الصوديوم، وديفوسفات Diphosphates (انظر بيروفوسفات ).

## استخدامات الفوسفات

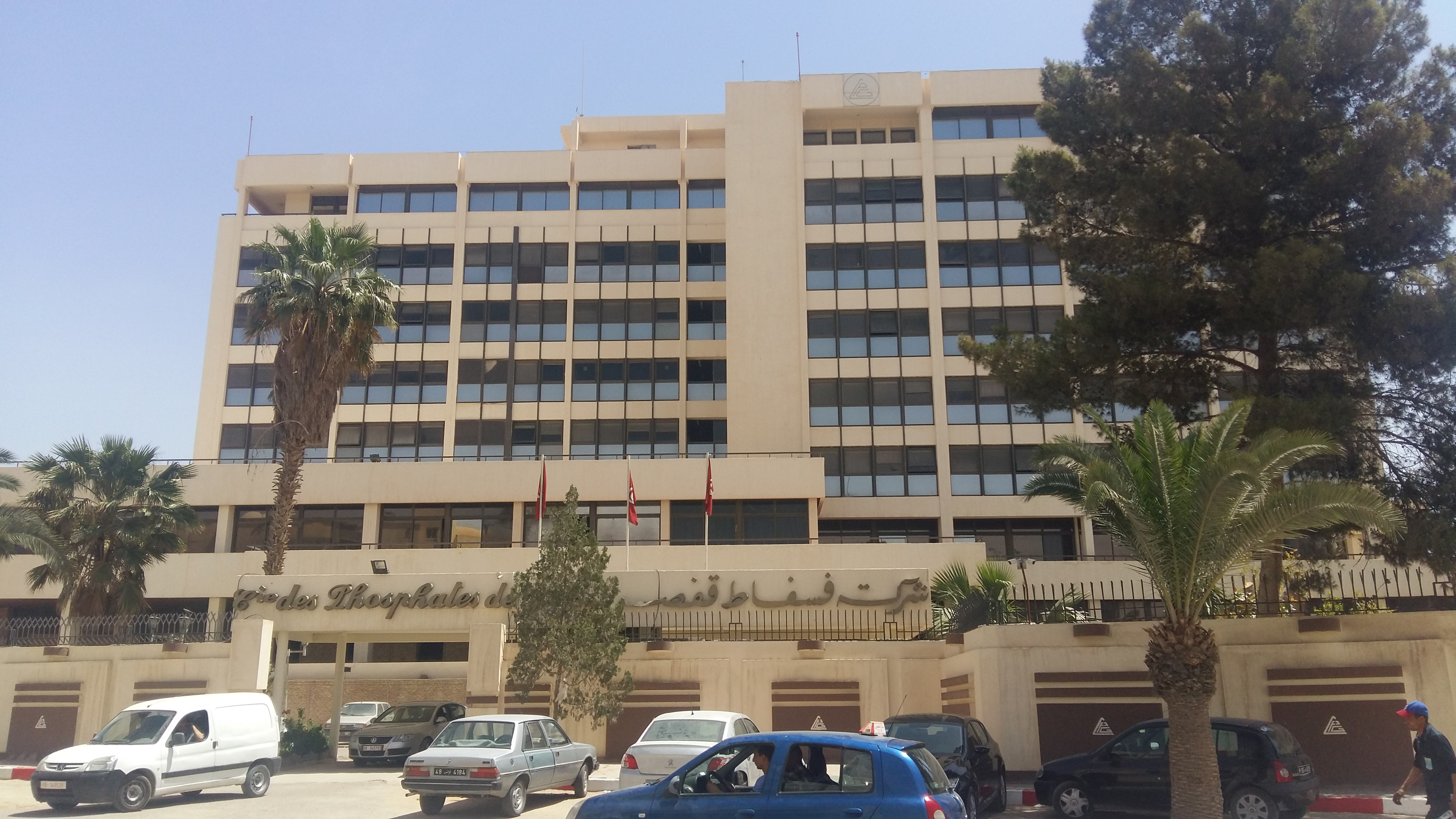
شركة فسفاط قفصة.

يستخدم الفوسفات في صناعة المنظفات كعنصر مساعد على تخفيف عسر الماء، في الزراعة يكون الفوسفات أحد ثلاثة عناصر لتغذية النباتات؛ تستخدم في صناعة الأسمدة.
من الاستخدامات الصناعية للفوسفات الصخري: إنتاج حامض الفوسفوريك، وإنتاج المركبات الفوسفاتية الكيمائية. ويعتبر الفوسفات الصخري المصري من أنواع الفوسفات النقية نسبياً على مستوى العالم، ويتم تصديره إلى بعض الدول الصناعية الكبرى مثل اليابان للعديد من الأغراض الصناعية المتقدمة. أما على صعيد الاستخدام الزراعي، فيتم استخدام الصخر الفوسفاتي لإنتاج سماد سوبر فوسفات الكالسيوم 15% (فو 2أ5) بتفاعيل الصخر الفوسفاتي مع حامض الكبريتيك. يستخدم الصخر الفوسفاتي لإنتاج سماد سوبر فوسفات الكالسيوم (تربل فوسفات) وذلك بتفاعل الصخر الفوسفاتي مع حامض الفوسفوريك. ويستخدم الصخر الفوسفاتي كذلك في الزراعات العضوية مع استخدام أنواع البكتريا المذيبة للصخر الفوسفاتي.

## الإنتاج

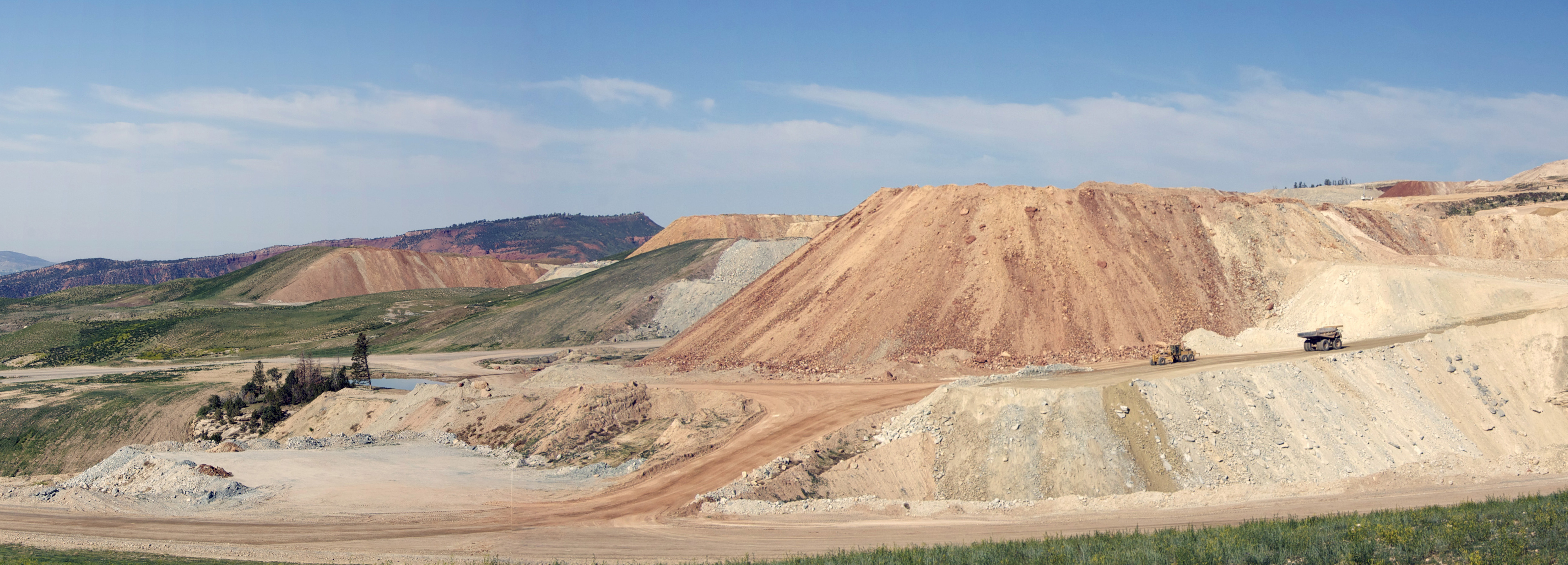
منجم فوسفات في فلامينغ غورغ، يوتا,بالولايات المتحدة 2008

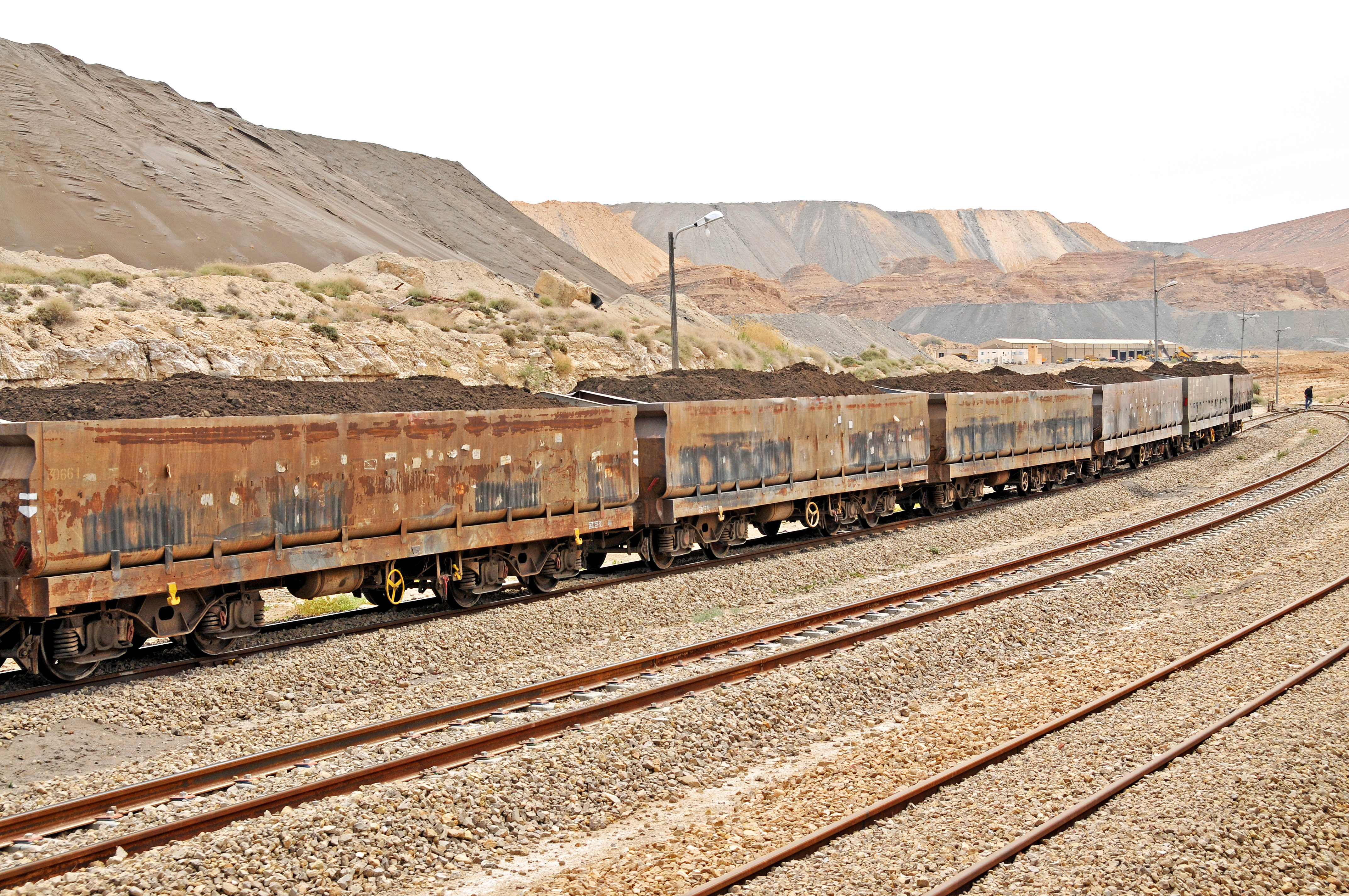
قطار محمل بصخور الفوسفات في تونس, 2012

الدول المنتجة للفوسفات الثلاث الرئيسية هي المغرب، الصين، الولايات المتحدة ومجموع إنتاجها حوالي 70% من الإنتاج العالمي.
| الدولة           | الإنتاج (مليون كلغ) | النسبة العالمية (%) | المخزونات العالمية (مليون كلغ) |
| ---------------- | ------------------- | ------------------- | ------------------------------ |
| الجزائر          | 1٬200               | 0.54                | 2٬200٬000                      |
| أستراليا         | 2٬600               | 1.17                | 1٬030٬000                      |
| البرازيل         | 6٬700               | 3.00                | 315٬000                        |
| الصين            | 100٬000             | 44.83               | 3٬700٬000                      |
| مصر              | 5٬500               | 2.47                | 1٬250٬000                      |
| الهند            | 1٬100               | 0.49                | 65٬000                         |
| العراق           | 200                 | 0.09                | 430٬000                        |
| إسرائيل          | 3٬300               | 1.48                | 130٬000                        |
| الأردن           | 7٬500               | 3.36                | 1٬300٬000                      |
| كازاخستان        | 1٬600               | 0.72                | 260٬000                        |
| المكسيك          | 1٬700               | 0.76                | 30٬000                         |
| المغرب           | 30٬000              | 13.45               | 50٬000٬000                     |
| البيرو           | 4٬000               | 1.79                | 820٬000                        |
| روسيا            | 12٬500              | 5.60                | 1٬300٬000                      |
| السعودية         | 3٬300               | 1.48                | 956٬000                        |
| السنغال          | 1٬000               | 0.45                | 50٬000                         |
| جنوب أفريقيا     | 2٬200               | 0.99                | 1٬500٬000                      |
| سوريا            | 750                 | 0.34                | 1٬800٬000                      |
| توغو             | 1٬000               | 0.45                | 30٬000                         |
| تونس             | 4٬000               | 1.79                | 100٬000                        |
| الولايات المتحدة | 27٬600              | 12.37               | 1٬100٬000                      |
| فيتنام           | 2٬700               | 1.21                | 30٬000                         |
| دول أخرى         | 2٬600               | 1.17                | 380٬000                        |
| المجموع          | 223٬000             | 100                 | 69٬000٬000                     |

## إنتاج الفوسفات في الدول العربية

### مصر
يعتبر الفوسفات في مصر أهم الرواسب المعدنية من الناحيتين: التعدينية والاقتصادية، لأن إنتاجه كان وما يزال يشغل مكاناً بارزاً في المجال التعديني. ويرجع السبب في ذلك إلى الانتشار الواسع لتواجد الفوسفات في مصر، فهو متوفر على هيئة حزام من رواسب الفوسفات يمتد إلى مسافة حوالي 750 كم طولاً من ساحل البحر الأحمر شرقاً إلى الواحات الداخلة غربا. أما أهميته الاقتصادية فتتلخص في أنه يصدر إلى الخارج بكميات كبيرة كما يتم تصنيع جزء منه إلى أسمدة كيميائية من النوع السوبر فوسفات.
وتتواجد مواقع الفوسفات التي لهما أهمية اقتصادية بمصر في ثلاث مناطق رئيسية هي:
- وادي النيل بين أدفو و قِنا: ومن أهم مناطق التواجد منطقتي المحاميد والسباعية وتقدر احتياطيات خام الفوسفات في منطقة المحاميد وحدها بحوالي 200 مليون طن كما تصل نسبة (خامس أكسيد الفوسفور) إلى حوالي 22%. وقد أسفرت الدراسات الجيولوجية عن احيتاطي يقدر بحوالي 1000 مليون طن بالمناطق المجاورة لمنطقة المحاميد.
- ساحل البحر الأحمر بين سفاجة والقصير: يتواجد خام الفوسفات بين مينائي سفاجة والقصير بمناطق أهمها جبل ضوى ومنطقة العطشان والحمراوين وتقدر الاحتياطيات من 200 إلى 250 مليون طن من خام الفوسفات.
- الصحراء الغربية: تمثل هضبة أبو طرطور الواقعة بين الواحات الداخلة، أضخم راسب من الفوسفات في مصر حيث يقدر الاحتياطي من الخام بنحو 1000 مليون طن، غير أنه توجد بعض العقبات التي تحول دون استغلاله الاستغلال الأمثل، وذلك لوجود نسبة ملحوظة من الشوائب مما يزيد من تكلفة إنتاجه.
- منطقة مصر العليا: توجد تكوينات الفوسفات في وادي النيل في مصر العليا على ضفتي نهر النيل، حيث يوجد علي الضفة الشرقية للنيل في المنطقة الممتدة بين إدفو وقنا ويوجد في كل من السباعية والمحاميد على كل من الضفتين الشرقية والغربية، ويعدن خام الفوسفات في هذه المنطقة بطريقة (المناجم المكشوفة) حيث توجد طبقات الفوسفات في هذه المنطقة قريبة جدًا من سطح الأرض بل تظهر مكشوفة على السطح مباشرة ومن ثم يسهل تعدينها واستخراج خام الفوسفات، ويعيب خام الفوسفات المستخرج من منطقة الوادي في مصر العليا: انخفاض نسبة الفوسفات وارتفاع نسبة الشوائب ومن ثم فإن نقل كميات كبيرة من الخامات إلى مواقع التصنيع يرفع من نفقات الإنتاج.

ومن المقترح إجراء عملية تركيز الفوسفات في الخام في مواقع استخراجه لتقليل نسبة الشوائب إلى أقل نسبة وينقل الفوسفات شبه نقيًا إلى مصانع الأسمدة مما يقلل من الكمية المنقولة وبالتالي خفض سعر المنتج النهائي من الأسمدة وبذلك تحقق القيمة الاقتصادية لخام الفوسفات سواء محليًا أو في مجال السوق العالمية.
- منطقة الصحراء الشرقية: يوجد خام الفوسفات بالصحراء الشرقية موزعة في ثلاث مستطيلات تمتد أطولها بين النيل وساحل البحر الأحمر وهي على النحو التالي:
  - المستطيل الشمالي: وحده الشمالي خط بين الغردقة وأسيوط، وحده الجنوبي بين سفاجا وقنا وبه خام أم الحويطات ووصيف في جنوب الغردقة وأبو حاد ووادي حمامة شمال قنا.
  - المستطيل الأوسط: ويمتد فيما بين سفاجا وقنا كحد شمالي والقصير وقفط كحد جنوبي، ويتركز فيه نحو تسع مواقع لخام الفوسفات معظمها تقع غربي الطريق الساحلي بين سفاجا والقصير.
  - المستطيل الجنوبي: وحده الشمالي خط يمتد بين القصير وقفط وحده الجنوبي خط يمتد بين مرسي علم وأدفو، وتتركز مواقع الخام في غربيه تحديداً على امتداد شرقي النيل حيث توجد خمسة مواقع أشهرها المحاميد مقابل مناجم السباعية، وهي من أقدم مناطق تعدين الفوسفات في مصر حيث جرى التعدين فيها منذ عام 1897.
- منطقة الصحراء الغربية: توصلت الدراسات الچيولوچية إلى تحديد منطقة واسعة الامتداد تضم طبقات حاوية لخام الفوسفات في جنوب الصحراء الغربية في كل من منخفض الواحات الخارجة ومنخفض الواحات الداخلة ومنطقة هضبة أبو طرطور، وجميعها تقع غرب وادي النيل وتمتد غربًا حتى هضبة الجلف الكبير التي تقع في جنوب الصحراء الغربية.

ويعوق الاستغلال الاقتصادي لخام الفوسفات في هذه المنطقة صعوبة نقل الخام إلى موانئ التصدير لعدم توفر الوسيلة وبُعد المسافة. ويمكن التخلص من كل هذه المشاكل عند استغلال هذا المورد العظيم كمشروع استراتيجي للدولة فهو لا يقل أهمية عن مناجم الذهب التي حتى الآن لم يستفد منها.
- فوسفات الخارجة والداخلة: أما المواقع الأخرى بالخارجة والداخلة فقد قدرت احتياطياتها الچيولوچية بصفة مبدئية. ويستثنى من ذلك موقع بالقرب من جبل طارق شمال شرقي منخفض الخارجة، حيث قدرت الاحتياطيات الچيولوچية بصفة مبدئية بحوالي 40 مليون طن. وكان هذا الموقع قد استخرجت منه كميات محدودة من الفوسفات خلال العشرينيات وأوائل الثلاثينيات. وتستثنى كذلك بعض مواقع في الداخلة كونها يمكن تشغيلها بالمناجم المكشوفة وقدرت بحوالي 500 ـ 700 مليون طن تقديرًا چيولوچيًا مبدئيًا.
- فوسفات أبو طرطور: يعيب فوسفات أبو طرطور؛ ارتفاع نسبة الشوائب فيه، مما أدى إلى ارتفاع تكاليفه وانخفاض جودته وعجزه عن المنافسة الخارجية، حيث يبعد عن منافذ التصدير الخارجية ـ حيث يبعد عن سفاجة حوالي 500 كم ـ ومع ذلك فالخام يحتوي على بعض المعادن النادرة ولا خوف من الطلب عليه مستقبلاً في السوق العالمية مع تزايد الحاجة لتسميد المحاصيل الزراعية وخاصة الأرز في جنوب شرق آسيا.

### المغرب
يعد المغرب واحداً من أكبر الدول المنتجة للفوسفات وأول مصدر لهذه المادة إذ يتوفر على 75% من الاحتياطي العالمي الذي يتوزع بنسب متفاوتة بين أربع مناطق أساسية وهي: بن جرير وبوكراع وخريبكة وآسفي واليوسفية.
يختزن باطن الأرض المغربية ثلثي الاحتياطي العالمي من الفوسفات. يتوزع هذا الاحتياطي بنسب متفاوتة بين ثلاث مناطق هي: أولاد عبدون، كنتور، ومسقلة. هذه الأخيرة لم تفتح بعد للاستغلال.
يوجد الفوسفاط بكميات كبيرة في الطبيعة وغالبا ما يكون على شكل (الفوسفور الأبيض) وهو سام جداً ويحترق بسهولة في الهواء.

### سوريا
تعتبر سوريا ثالث أكبر احتياطي عربي بعد المغرب والجزائر، وتتركز المناجم الأساسية قرب تدمر وبالتحديد في منطقة الخنيفسة. والمناجم الموجودة هناك مرتبطة بخط حديدي حتى ميناء طرطوس.
توقف الإنتاج في المناجم نتيجة سيطرة داعش عليها في نهاية عام 2014 وحتى منتصف عام 2017.

### الجزائر
تم اكتشاف الفوسفات بمنطقة جبل العنق بولاية تبسة شرق الجزائر وبدأ إنتاج الفوسفات بالجزائر في عام 1894 من قبل شركة قسنطينة للفوسفات وفي عام 1930 تم إنشاء شركة جبل العنق وفي عام 1936 تم اكتشاف الفوسفاط آخر ب بئر العاتر وفي عام 1955 تم إنشاء خط سكك الحديدية لربطها بمناء عنابة وفي عام 1973 تم تحويل الشركة إلى شركة سونرام وفي عام 1984 تم هيكلة الشركة وربطها بشركة الحديد والصلب لتصبح تحمل اسم فيرفوس FERPHOS كما تم في عام 2003 فتح منجم الجديد المسمى كاف سنون.
تحتل الجزائر المرتبة الخامسة عالميا للتصدير والمرتبة العاشرة عالميا للإنتاج، ويحتوي احتياط الفوسفات بشمال شرق الجزائر على 2.2 مليار طن. كما تم اكتشاف عدة مناطق بالجنوب الجزائري تحتوي على الفوسفات والتي لم تستغل ولم تقدر لحد الآن.

### تونس
في سنة 1885 تم اكتشاف الفوسفات من قبل فيليب توماس على السفح الشمالي لجبل الثالجة قرب المتلوي وبعد سنتين أي سنة 1887 تم بعث شركة فسفاط وخطوط حديد قفصة وبعث أول نواة استخراجية بالمتلوي كما تم بالتوازي بعث الخط الحديدي الرابط بين المتلوي وميناء صفاقس. وفي سنة 1899 تم بعث أول منجم استخراج باطني عميق تحت الأرض بالمتلوي ثم في سنة 1903 تم فتح منجمين آخرين عميقين بكل من الرديف والقلعة الخصبة (الكاف) وبعد سنة تم فتح منجم باطني عميق بأم العرائس (1904). وفي سنة 1905 تم بعث الشركة التونسية للاستغلال الفسفاطي STEPHOS في نفس السنة تم ضم منجم أم العرائس إلى شركة فسفاط وحديد قفصة كما انطلق إنتاج منجم القلعة الخصبة بالكاف. في سنة 1920 توسع حوض الفسفاط ليشمل فتح منجم المضيلة.
في سنة 1948 تم بعث الشركة الصناعية للحامض الفسفوري والكيمياويات SIAPE ثم بعد الاستقلال شرعت الدولة في تونسة مؤسساتها تدريجيا وفي سنة 1962 أصبحت الشركة التونسية للفسفاط بجبل المضيلة ذات رأس مال تونسي أما في سنة 1966 فقد تحول الخط الحديدي قفصة صفاقس والذي أشرفت عليه السلطات الاستعمارية بمقتضى قرار 25 أوت 1896 إلى الإدارة التونسية وفي سنة 1969 تم دمج شركة الفوسفاط بجبل المضيلة إلى شركة فوسفاط وحديد قفصة كما تم سنة 1970 فتح منجمي صهيب والمراطة بينما بدأ استغلال مقطع أم العرائس سنة 1975 وبداية من سنة 1976 أصبحت شركة فوسفاط قفصة هي المشرفة على كل الأنشطة والمناجم وفي سنة 1978 بدأ استغلال مقطع كاف الشفاير قرب المتلوي كما بدأ سنة 1980 استغلال مقطع أم الأخشاب ثم استغلال مقطع أم الخسفة وكاف الدور سنة 1986 كما تم فتح مقطع جديد بالرديف سنة 1989 تلاه سنة 1991 استغلال مقطع الجلابية. وبالتالي فاستغلال الفوسفاط بالبلاد التونسية فاق 100 سنة وتصاعد خلالها حجم الإنتاج من بضع مئات آلاف الأطنان سنة 1900 إلى أكثر من 8 ملايين طن سنويا في الفترة الراهنة تمكنت من خلالها تونس احتلال المرتبة الخامسة عالميا من حيث الإنتاج كما تم الاستغناء تدريجيا عن المناجم الباطنية وتعويضها بمقاطع سطحية للضغط على كلفة الإنتاج.

### السعودية
تم في أوائل القرن الواحد والعشرين اكتشاف كميات كبيرة من الفوسفات شمال السعودية (حزم الجلاميد) مما رشّح لاحتلال السعودية المرتبة الأولى عالمياً في إنتاج المواد الفوسفاتية بداية من 2020 حسب التوقعات في موقع حزم الجلاميد حيث ضخت السعودية 8 مليارات دولار لتطوير المشروع استخدام وتصنيع الفوسفات. وقد قالت شركة سابك السعودية في 2010 إن دول الخليج تستحوذ على 17 مليون طن من إنتاج الأمونيا فوسفات العالمي و 15 مليون طن من اليوريا سنوياً، مشيرة إلى إمكانية احتلال السعودية المرتبة الأولى عالمياً في إنتاج المواد الفوسفاتية خلال 20 سنة القادمة في موقع حزم الجلاميد.
وتوقعت الشركة التي تعد أهم أكبر مصنعين ومصدريين للبتروكيماويات في العالم أن تصبح السعودية قادرة في أوائل العام القادم على تصنيع الفوسفات وتصديره، مضيفةً بذلك إلى جعبة الأسمدة المصدرة من منطقة دول مجلس التعاون الخليجي مادة جديدة من المواد المغذية الأساسية الثلاث لتصبح بالتالي أكبر مصدّر للفوسفات الثنائي الأمونيوم في العالم بعد الولايات المتحدة الأميركية، من خلال إنتاج 9.2 مليون طن من الفوسفات الثنائي الأمونيوم أي ما يمثل 18% من صادرات الفوسفات في العالم. وقد أعلنت شركة التعدين العربية السعودية «معادن» عن أنه من المقرر أن إنتاج الشركة سيبدأ في الربع الثاني من 2010 ضمن مشروع معادن للفوسفات الذي يعد الأكبر من نوعه بالعالم
وقد كان من المتوقع عند ذلك الإعلان أن ينتج مشروع الفوسفات حوالي 92 ر2 مليون طن سنويا من فوسفات الأمونيوم الثنائي بالإضافة إلى 440 ألف طن سنويا من الأمونيا التي سيتم تصديرها إلى الأسواق العالمية. كما أن المشروع سينتج 160 ألف طن سنويا من حامض الفوسفوريك لبيعه في الأسواق المحلية بالمملكة.

### الأردن
يوجد في الأردن في منطقة الرصيفة وسط المملكة ومنطقة الحسا والشيدية جنوب المملكة وتم إيقاف الاستخراج من منطقة الرصيفة بسبب الغبار الناتج من الاستخراج وأثره على السكان واقتصر الاستخراج الآن على منطقة الحسا. ويوجد في الأردن شركة تهتم باستخراج الفوسفات وهي شركة مناجم الفوسفات الأردنية والتي تنتج المواد الصناعية المهمة مثل حمض الفوسفوريك الذي يستخدم في صناعة الأدوية والسماد الكيميائي.

## معرض صور

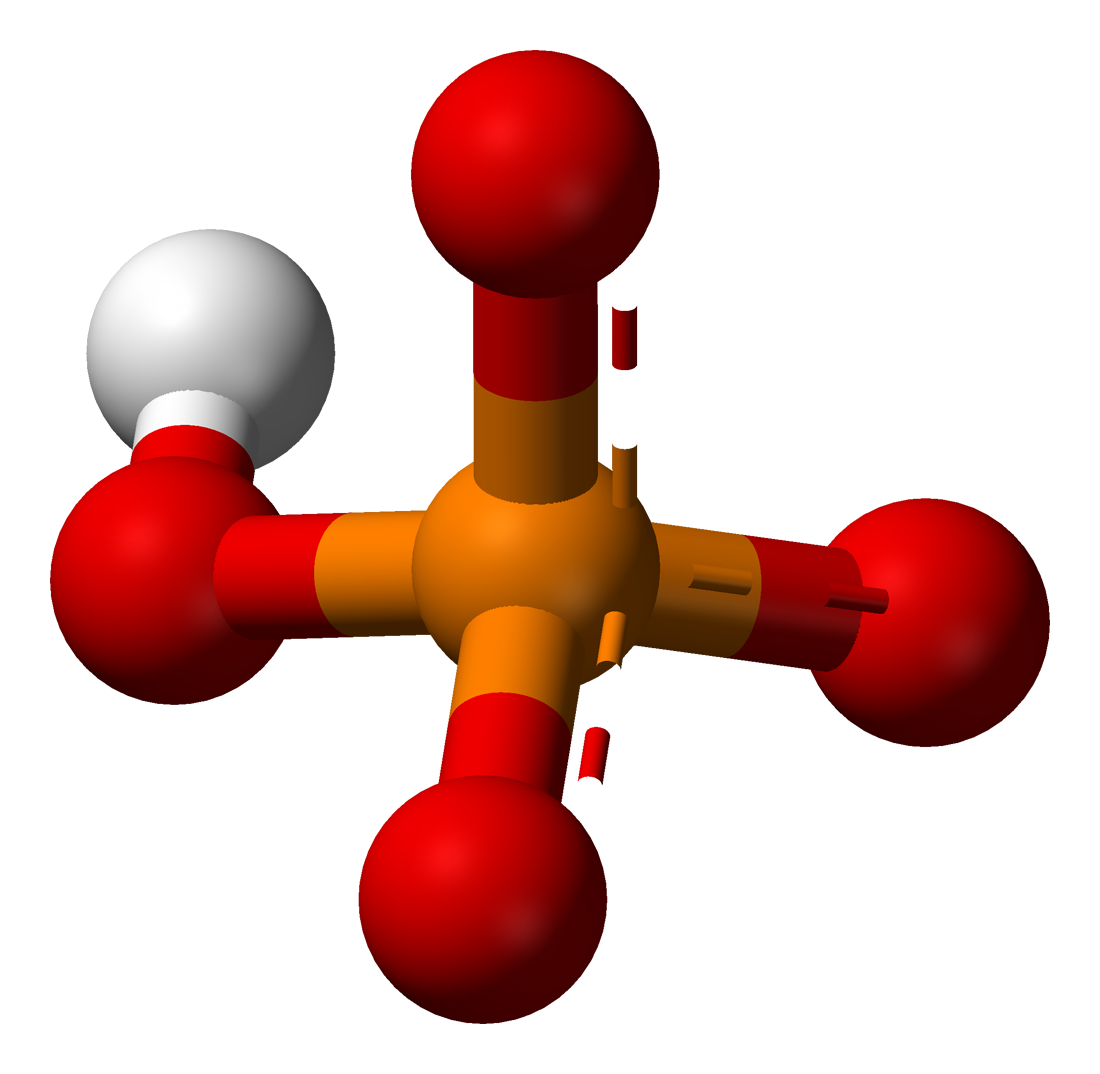
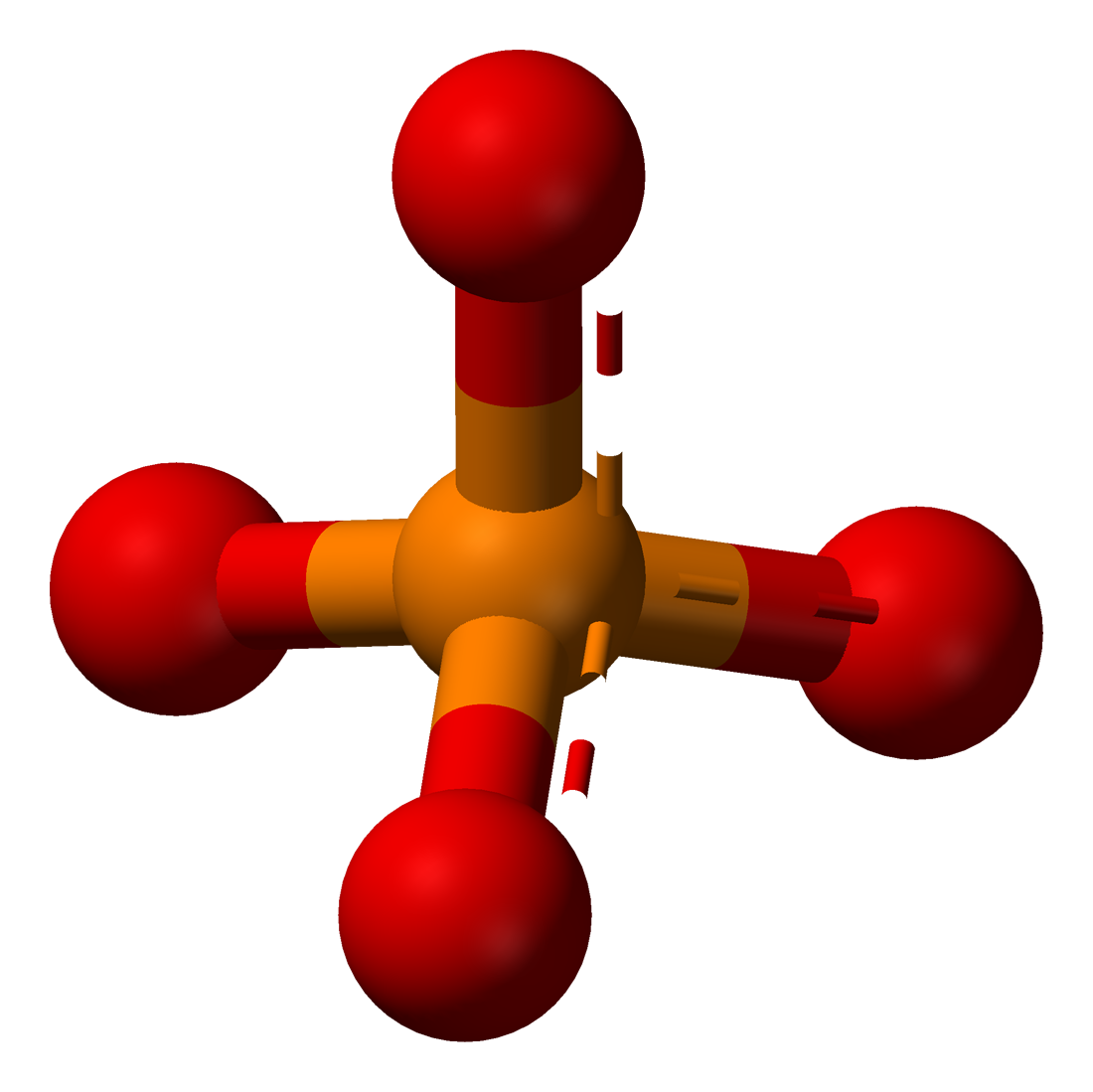
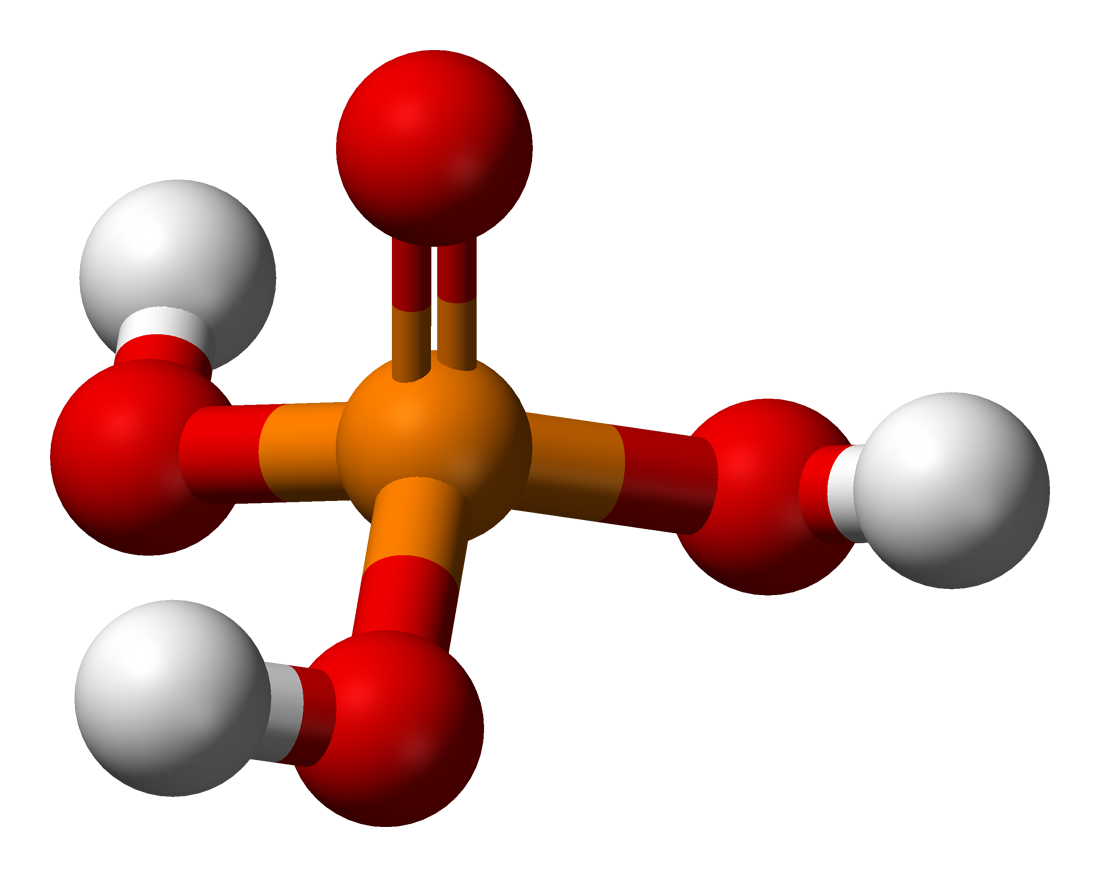
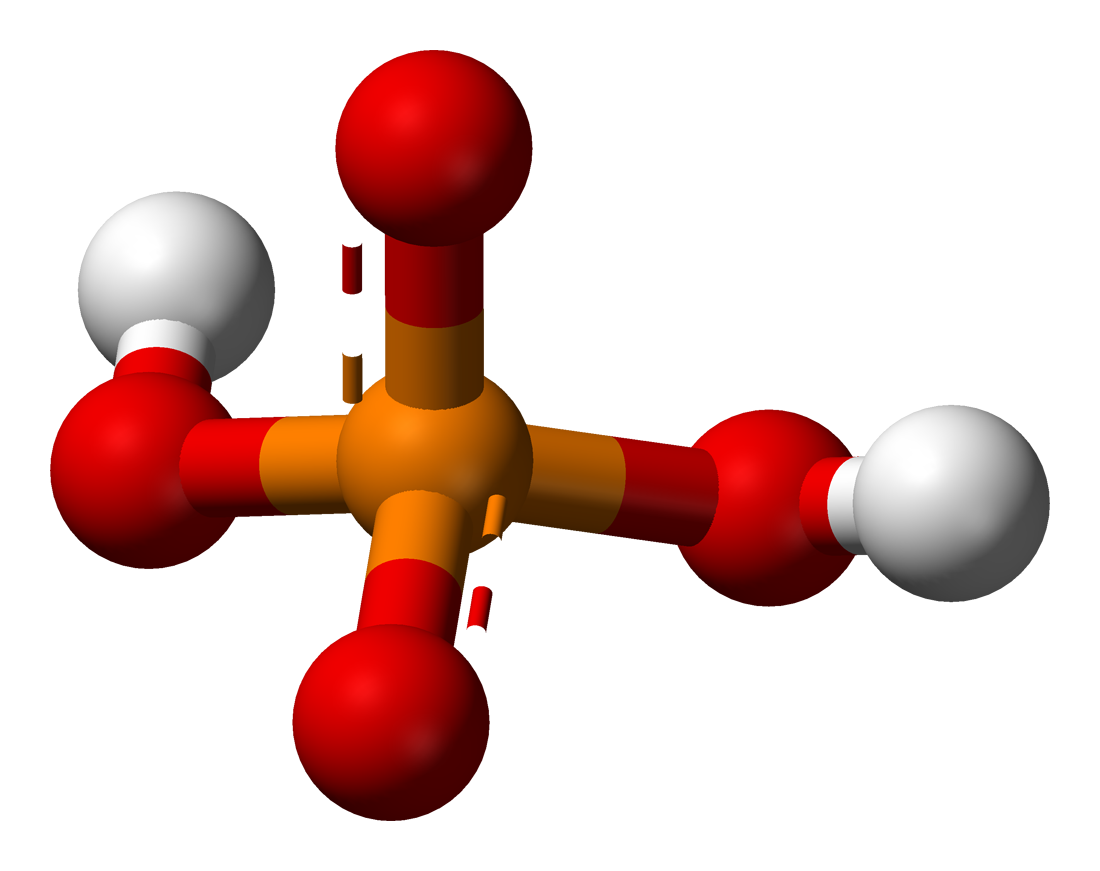